# تامریجت
تامریجت (به عربی: تامریجت) یک شهرداری در الجزایر است که در استان بجایه واقع شده‌است.